# Музей Шевченко (Форт-Шевченко)
Музей Шевченко — музей в городе Форт-Шевченко, Мангистауская область (Казахстан), посвящён великому украинскому поэту, художнику, прозаику, этнографу Тарасу Григорьевичу Шевченко, которые многие годы своей жизни провел в Казахстане, посвятив ему значительную часть своего творчества и исследований

## История
Музей был открыт 1932 году и является первым музеем, открытом на Мангышлаке. Здание музея построено как летняя резиденция коменданта в 1853 году. В музее есть стена Чумацких вуз. Чумаки — это люди, которые доставляли из Крыма соль и продавали, тем самым кормили свои семьи. Местный музей наполнен бытом украинского народа, он знакомит нас со средой, в которой вырос поэт, писатель, художник Тарас Григорьевич Шевченко. Детство поэта прошло в селе Кириловка Киевской губернии недалеко от Черкасской области. Шевченко прожил всего 47 лет, из них 10 лет отбывал ссылку в Казахстане, то есть 1847—1850 годы он провел в Оренбурской ссылке, а с 1850 по 1857 годы был в Новопетровском укреплении, ныне казахстанском г. Форт-Шевченко.
В 2012 году самый крупный музей Тараса Шевченко за пределами Украины отметил 80-летие.
14 марта 2016 года в музее Тараса Шевченко открылась выставка, посвященная 100-летию Есбола Омирбаева. Он первый «шевченковед» по Казахстану, который прошел по следу Каратауской экспедиции вместе с Анатолием Костенко. В результате его работы вышла книга «Оживут степи» и возобновилась карта-маршрут Каратауской экспедиции. Если бы не Есбол Омирбаев, то музей Шевченко не был бы таким знаменитым. Всю свою жизнь первый «шевченковед» посвятил изучению творчества великого кобзаря и истории Мангистау.

## Экспозиции
Основная часть экспозиции — это материалы, рассказывающие о жизни и творчестве Т. Г. Шевченко в 1850—1857 г.г., когда после ареста в Оренбурге поэта отправили в Новопетровское укрепление. На стеллажах и стендах представлены копии многих документов, касающиеся прохождения солдатской службы поэта в Новопетровской крепости, среди которых — и распоряжение коменданта Ускова, который освободил «солдата Шевченко» от муштры, переведя его в свою летнюю резиденцию якобы для хозяйственной работы.
Музей Шевченко расположен в летней резиденции коменданта крепости Ираклия Ускова. Зданию уже более 150 лет. В парке, который находится недалеко от музея, в нем садовничал ссыльный поэт. Здесь растут посаженные Тарасом Шевченко деревья. Здесь установлен и памятник великому Кобзарю. Хранитель музея Нурсулу Суин, которая рассказывает о жизни поэта, писателя, художника. В музее все залы начинаются с верстовых столбов, отсчитывающих время пребывания Тараса Шевченко на Мангистау. Первый зал — первые его работы, в другом зале — рисунки из Каратауской экспедиции, в которой участвовал Тарас Шевченко. Он писал в своих книгах, как поражен природой этих бескрайних степей, «где даже не на чем остановить взгляд». Одной из самых ярких работ того времени стала картина «Пожар в степи». Великий Кобзарь все удивлялся: ну что может гореть на голой земле? В следующем зале — макет Новопетровского укрепления, где ссыльный поэт был солдатом. Историки даже подсчитали, что за семь лет Тарас Григорьевич стоял в карауле 63 раза. Экспонаты для музея собирали долго, причем в буквальном смысле «собирали» — сотрудники музея ходили по развалинам крепости и находили там старинные вещи, которые потом реставрировали. Центром экспозиции считается последний автопортрет Кобзаря.
Можно в наши дни спуститься в землянку, где когда-то жил Тарас Григорьевич, спасаясь от 45-градусной мангышлакской жары. Он писал своему другу: «Все мое богатство на Мангышлаке — это кровать без спинки, стол да табуретка». Здесь можно посидеть на скамье великого Кобзаря, прикоснуться к дереву, выращенному им. Хоть верба уже давно сгорела в грозу, а отростки, привезенные с могилы поэта, не прижились, остатки вербы до сих пор хранятся в землянке. Сохранился и колодец, вырытый Шевченко в пору лютой засухи, — он спас от смерти целый аул, расположенный неподалеку от крепости. В то время вода, как сквозь решето, ушла из старых колодцев. Сегодня колодец стоит почти в неизменном виде.